# Saint-Léonard-d'Aston
Pour les articles homonymes, voir Saint-Léonard et Aston.
Saint-Léonard-d'Aston est une municipalité du Québec située dans la MRC de Nicolet-Yamaska dans le Centre-du-Québec.

## Toponymie
Elle est nommée en l'honneur de Léonard de Noblac, ermite dans le Limousin. L'élément « Aston » reprend le nom de l'ancien canton où elle était située.

## Histoire
« Nouvelle entité municipale depuis le 13 avril 1994, celle-ci est issue de la fusion des municipalités de Saint-Léonard et de Saint-Léonard-d'Aston desquels noms elle tire son origine ».

## Géographie

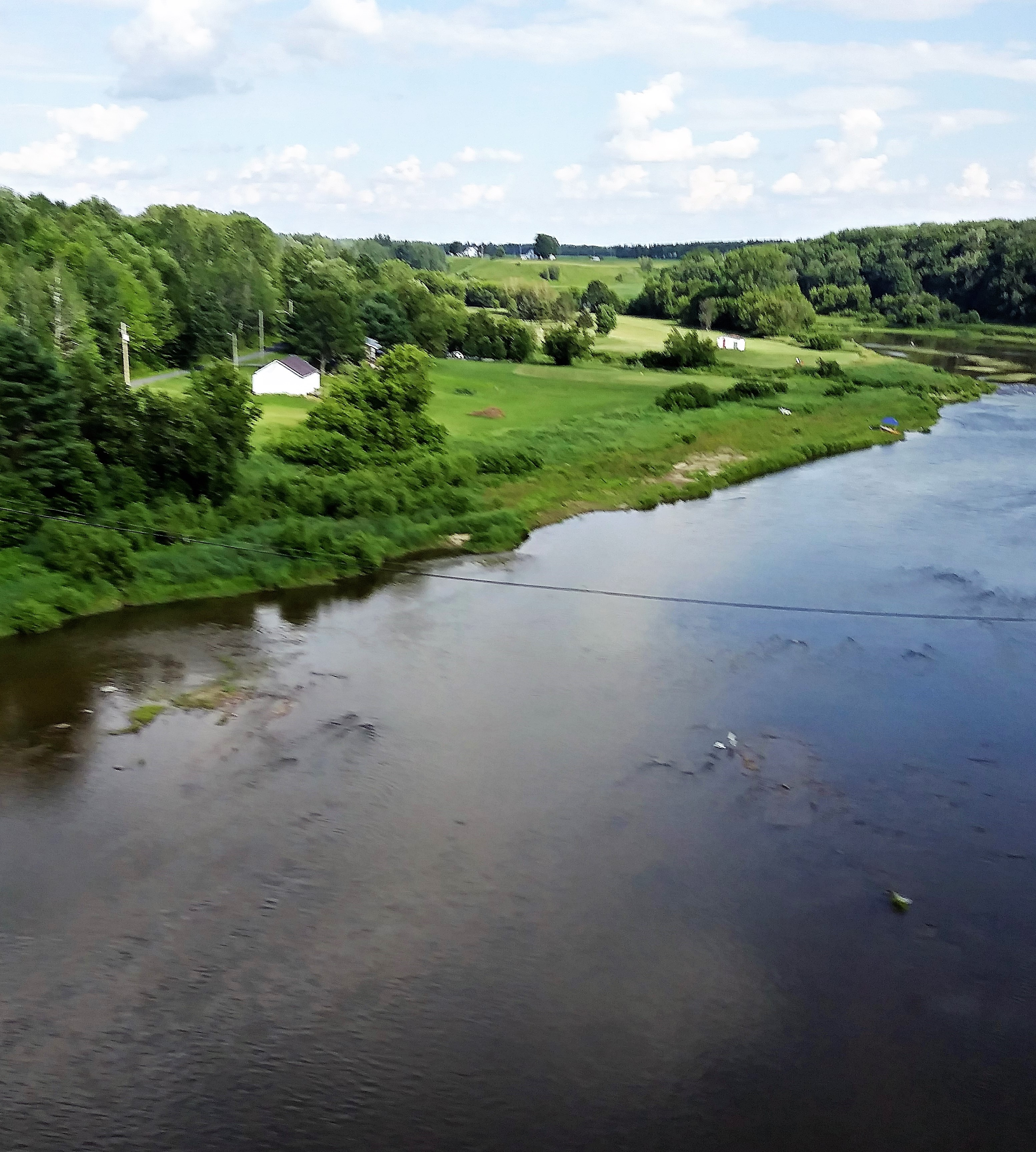
La rivière Nicolet vue du train.

Saint-Léonard est située sur les rives de la rivière Nicolet qui délimite le sud-est de la municipalité en coulant vers le nord-ouest.
À partir de son crénon, dans l'ouest, la rivière Lafont coule vers le sud-ouest.
La rivière Blanche traverse le nord-est en coulant vers le nord.
La municipalité est traversée par les autoroutes 20, entre Montréal et Québec et la 55, entre Sherbrooke et Trois-Rivières.

## Démographie
| 1996  | 2001  | 2006  | 2011  | 2016  | 2021  |
| ----- | ----- | ----- | ----- | ----- | ----- |
| 2 216 | 2 231 | 2 146 | 2 271 | 2 331 | 2 530 |

## Administration
Les élections municipales se font en bloc et suivant un découpage de six districts.
| Saint-Léonard-d'Aston Maires depuis 2001                                                                             |                  |                           |          |
| Élection | Maire            | Qualité                   | Résultat |
| 2001 | Laval Simard     |                           | Voir     |
| 2005 | Laval Simard     | Voir                      |          |
| 2009 | Luc P. Balleux   |                           | Voir     |
| 2013 | Daniel Coutu     |                           | Voir     |
| 2017 | Jean-Guy Doucet  | Démission le 10 août 2020 | Voir     |
| août 2020 | Réjean Labarre   | Maire suppléant           | Voir     |
| mars 2021 | Laurent Marcotte | Conseiller 2009-2017      | Voir     |
| 2021 | Laurent Marcotte | Conseiller 2009-2017      | Voir     |
| Élection partielle en italique Depuis 2005, les élections sont simultanées dans toutes les municipalités québécoises |                  |                           |          |